# Der Geschichten erzählende Roboter
Der Geschichten erzählende Roboter (chinesisch 講故事的機器人 / 讲故事的机器人, Pinyin Jiǎng gùshì de jīqìrén) ist eine Science-Fiction-Kurzgeschichte des chinesischen Schriftstellers Fei Dao, zuerst veröffentlicht im Oktober 2005. Eine deutsche Übersetzung von Eva Lüdi Kong erschien am 14. September 2020 in der Anthologie Quantenträume, herausgegeben vom Heyne Verlag.

## Handlung
Es war einmal ein König, der nichts mehr liebte, als sich Geschichten anzuhören. Nachdem ihm jedoch alle Geschichtenerzähler des Reiches bereits alle ihre Geschichten erzählt haben, lässt der König einen Roboter bauen, welcher sich neue Geschichten ausdenken kann. Der Roboter erledigt seine Aufgabe äußerst hervorragend, alle seine Geschichten beginnen charakteristisch mit „Es war einmal“ und enden mit „Das ist alles, eure Majestät!“. Eines Tages verlangst der König vom Roboter die beste aller Geschichten zu hören. Der Roboter beginnt, bricht jedoch mittendrin ab, um von zwei möglichen Enden noch das bessere zu berechnen, braucht dafür wesentlich aber länger als erwartet. (Beide Enden zu erzählen würde dem Befehl widersprechen.) Auf dem Sterbebett von einer tödlichen Krankheit befallen, meint der König zum Roboter, dass es womöglich kein Ende brauche. Nach seinem neuen Tod respektiert der neue König diese Feststellung mit der Leerlöschung des Roboters, sodass nie jemand das Ende der besten aller Geschichten erfuhr. Die Kurzgeschichte endet mit den Worten „Das ist alles, eure Majestät!“.

## Kritik
Christin Endres von diezukunft.de schreibt, die Kurzgeschichte sei ein „hinreißende[r] Meta-Kniff“ und „absolut wunderbar“. Gunther Barnewald von phantastiknews.de findet die Kurzgeschichte „etwas schwächer“ als die anderen Geschichten in Quantenträume.